# Барні (Північна Дакота)
Барні (англ. Barney) — місто (англ. city) в США, в окрузі Ричленд штату Північна Дакота. Населення — 40 осіб (2020).

## Географія
Барні розташоване за координатами 46°15′57″ пн. ш. 96°59′58″ зх. д. / 46.26583° пн. ш. 96.99944° зх. д. (46.265862, -96.999342).  За даними Бюро перепису населення США в 2010 році місто мало площу 0,41 км², уся площа — суходіл. В 2017 році площа становила 0,48 км², уся площа — суходіл.

## Демографія
Згідно з переписом 2010 року, у місті мешкали 52 особи в 24 домогосподарствах у складі 14 родин. Густота населення становила 125 осіб/км².  Було 28 помешкань (68/км²).
Расовий склад населення:
| - 98,1 % — білих |

До двох чи більше рас належало 1,9 %. Частка іспаномовних становила 0,0 % від усіх жителів.
За віковим діапазоном населення розподілялося таким чином: 15,4 % — особи молодші 18 років, 69,2 % — особи у віці 18—64 років, 15,4 % — особи у віці 65 років та старші. Медіана віку мешканця становила 49,0 року. На 100 осіб жіночої статі у місті припадало 92,6 чоловіків;  на 100 жінок у віці від 18 років та старших — 91,3 чоловіків також старших 18 років.
Середній дохід на одне домашнє господарство  становив 64 768 доларів США (медіана — 49 167), а середній дохід на одну сім'ю — 80 979 доларів (медіана — 53 750). Медіана доходів становила 38 125 доларів для чоловіків та 46 250 доларів для жінок. За межею бідності перебувало 3,7 % осіб, у тому числі 0,0 % дітей у віці до 18 років та 18,2 % осіб у віці 65 років та старших.
Цивільне працевлаштоване населення становило 35 осіб. Основні галузі зайнятості: виробництво — 37,1 %, сільське господарство, лісництво, риболовля — 20,0 %, освіта, охорона здоров'я та соціальна допомога — 17,1 %.